# Dragoslav Jevrić
Dragoslav Jevrić (en serbe cyrillique : Драгослав Јеврић), né le 8 juillet 1974 à Ivangrad en Yougoslavie (auj. Berane au Monténégro), est un footballeur international serbo-monténégrin. Il jouait au poste de gardien de but.

## Biographie

### Carrière internationale
Il compte 43 sélections avec l’équipe de Serbie-et-Monténégro entre 2002 et 2006. À la coupe du monde 2006, le pays de la Serbie-et-Monténégro n’existe plus depuis quelques jours et l’indépendance du Monténégro proclamée le 3 juin 2006. L’équipe de Serbie-et-Monténégro peut néanmoins disputer la compétition avec des joueurs des deux pays car ce sont les fédérations nationales membres des confédérations continentales, et non les pays, qui présentent les équipes nationales en coupe du monde et la fédération de l’ancien pays ne sera dissoute qu’à l’issue du tournoi. Après le forfait sur blessure de Mirko Vučinić, Jevrić est l’unique joueur de la sélection né au Monténégro à faire partie des vingt-trois joueurs sélectionnés pour faire le voyage en Allemagne à cette coupe du monde, il jouera l’intégralité des trois matchs de son équipe. Après cette coupe du monde où il encaisse 10 buts, et bien qu’il soit sélectionnable par la nouvelle équipe du Monténégro, il est appelé dans l’aussi récente équipe de Serbie mais la place de titulaire est laissée à son habituelle doublure, Vladimir Stojković, choix du nouveau sélectionneur Javier Clemente. Se sentant humilié, Jevrić annonce alors sa retraite internationale.